# Ulica Mogilska w Krakowie
Ulica Mogilska – ulica w Krakowie leżąca w dzielnicach II Grzegórzki i  III Prądnik Czerwony.
Główny fragment jest kontynuacją ulicy Lubicz za Rondem Mogilskim, natomiast krótki fragment leżący na północ od Ronda Mogilskiego jest pozostałością po dawnej trasie okalającej fort Lubicz. Przechodzi obok hotelu Chopin, Komendy Wojewódzkiej Policji, zakładów farmaceutycznych Pliva (dawniej Polfa) oraz budynków dawnych młynów Polskich Zakładów Zbożowych w Krakowie. Od skrzyżowania z ulicą Czyżyńską przechodzi w Aleję Jana Pawła II. Przez ulicę Mogilską biegnie trakcja tramwajowa. Obydwie jezdnie mają po dwa pasy ruchu.
Droga ta prowadziła do wsi Mogiła, stąd nazwa. W średniowieczu łączyła ona Bramę Floriańską z klasztorem cystersów w Mogile, a także leżała na trakcie do Sandomierza i na Ruś. W XIX w. zwana była drogą Mogilską lub traktem Lubelskim. Obecny charakter uzyskała w latach 1951–1952 po rozbiórce bastionu Lubicz znajdującego się w miejscu obecnego Ronda Mogilskiego.
Od 2008 odcinek ulicy Mogilskiej leżący na zachód od Ronda Mogilskiego, łączący ulicę Aleksandra Lubomirskiego z ulicą Lubicz (zwany potocznie ulicą Staromogilską), nosi imię Iwony Borowickiej.

## Historia zmian nazwy

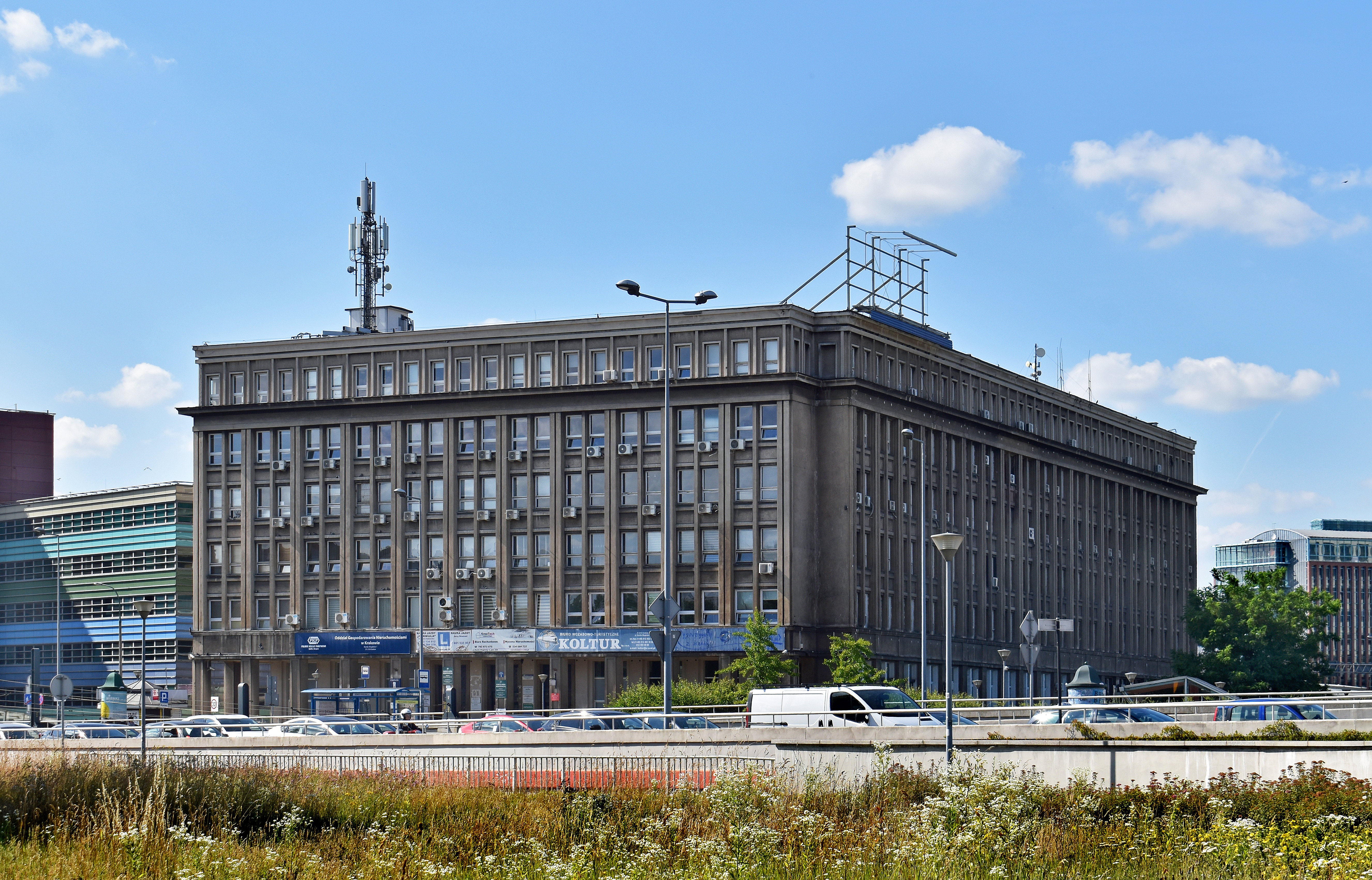
ul. Mogilska 1 Biurowiec PKP.

- XIII w. – 1882 – Trakt Mogilski
- 1882–1942 – ulica Mogilska
- 1942–1945 – Mogilenstrasse
- od 1945 – ulica Mogilska

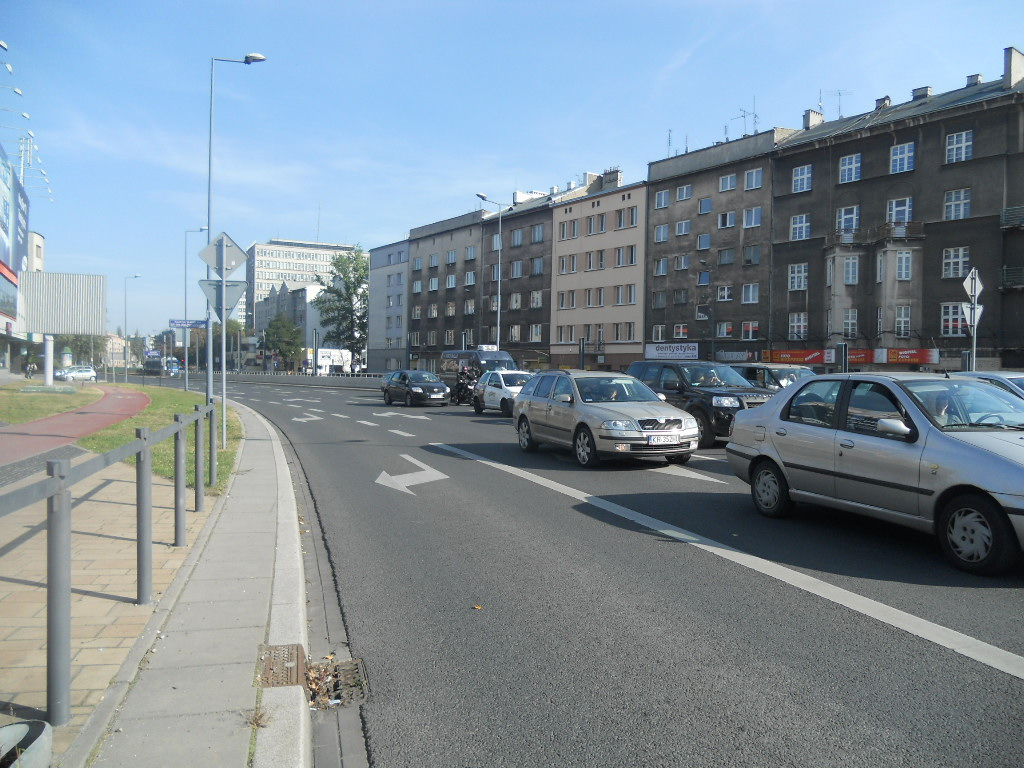
Widok na ulicę Mogilską od Ronda Mogilskiego (2012)
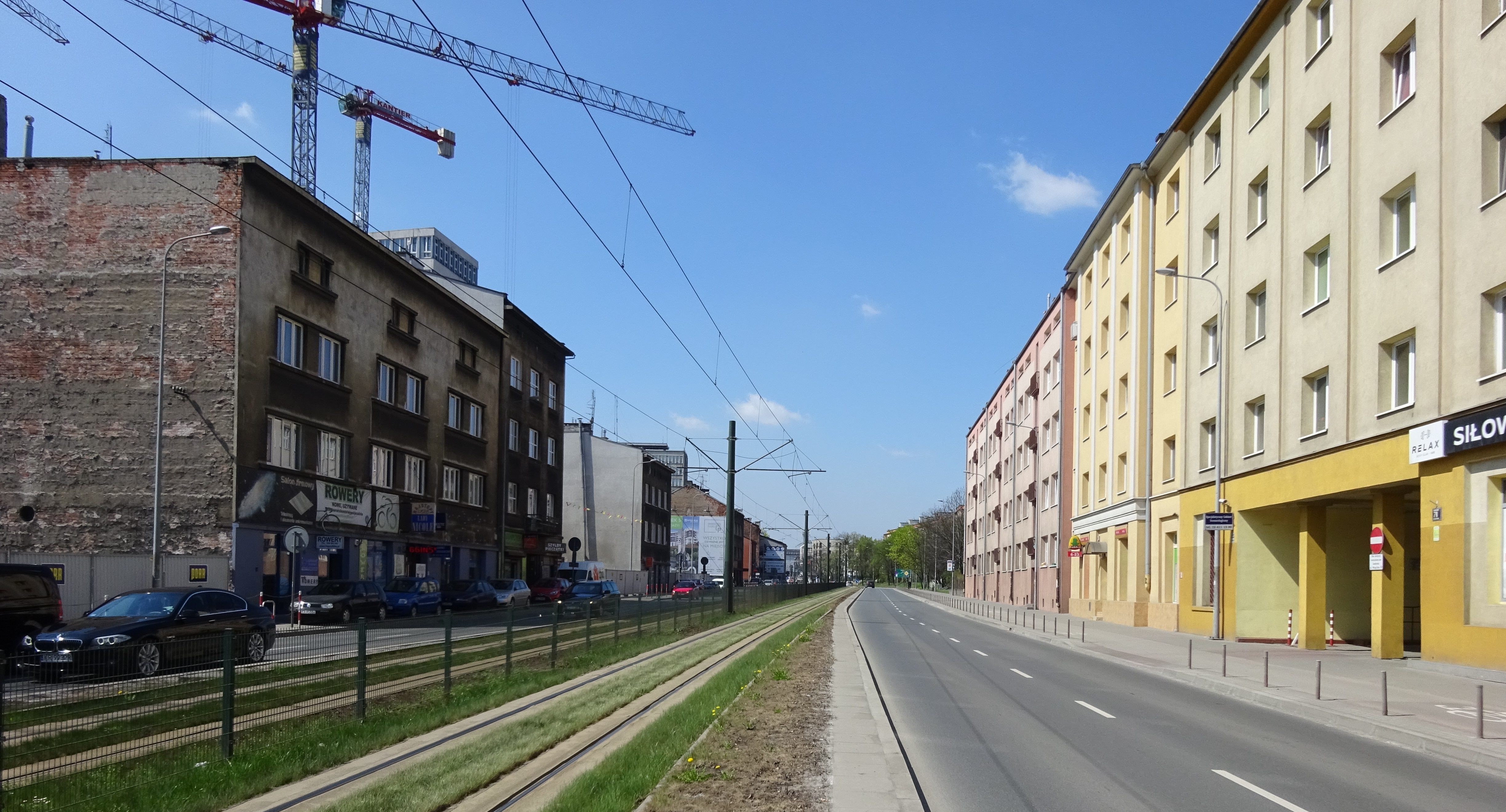
Widok ulicy od przystanku tramwajowego Cystersów na zachód, przed modernizacją południowej pierzei (2018)
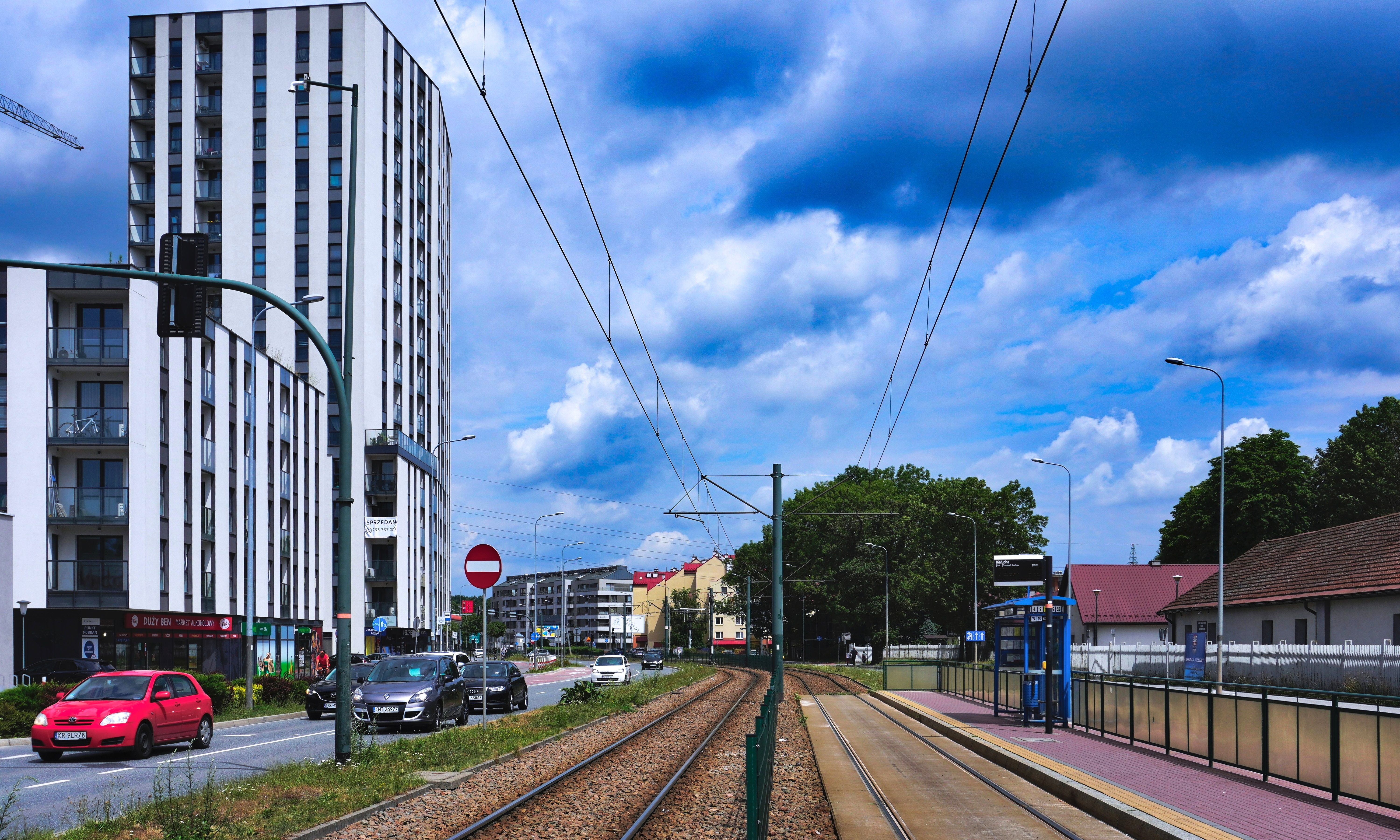
Widok od rejonu przystanku „Białucha” na północny wschód (2022)
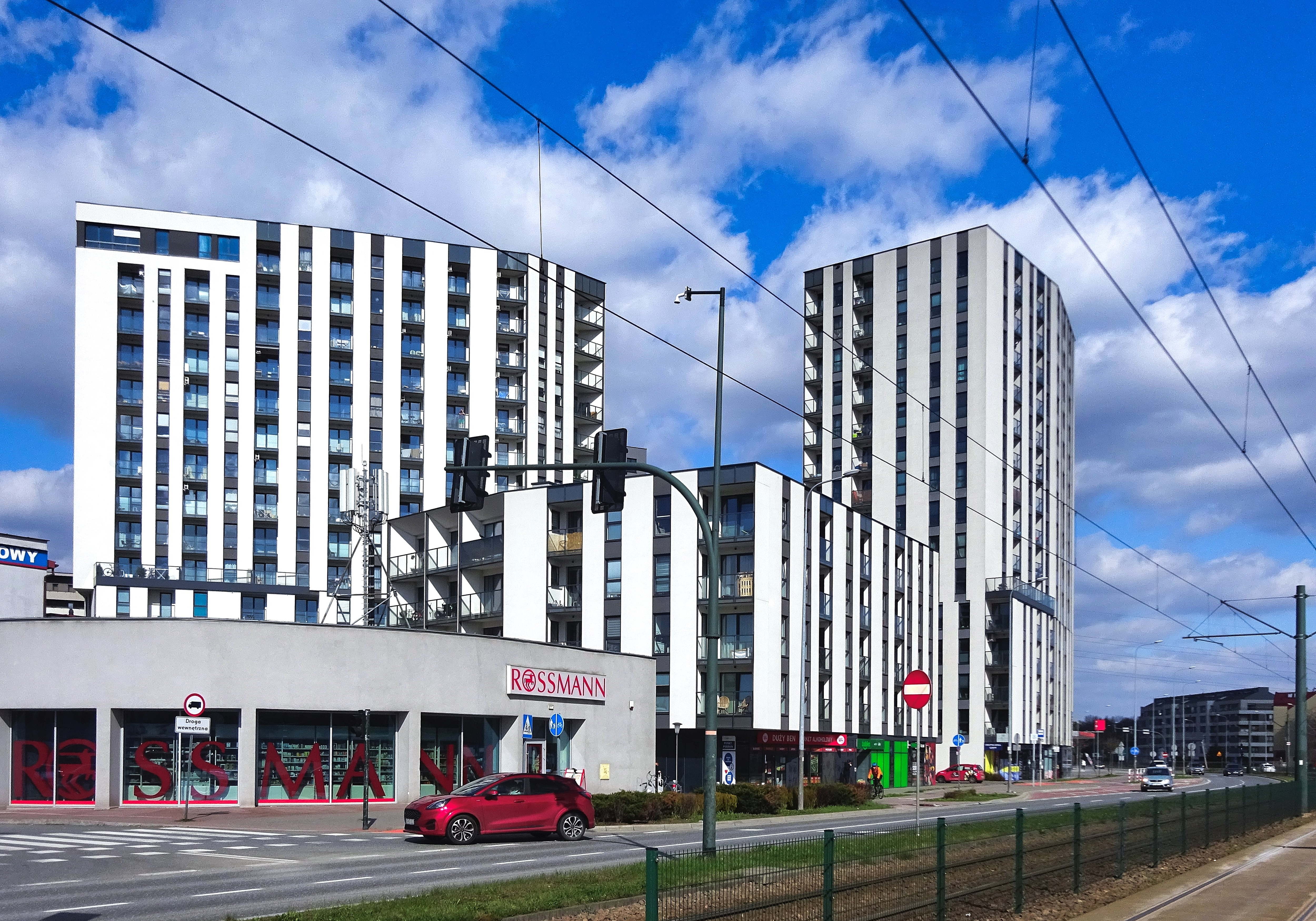
Apartamenty Mogilska

- ul. Mogilska 1
Biurowiec PKP.